# Мамонтов, Николай Иванович (Герой Советского Союза)
Николай Иванович Мамонтов (7 октября 1921 года, село Куксово, Тамбовский уезд, Тамбовская губерния, РСФСР — 14 апреля 1991 года, город Жмеринка, Винницкая область) — подполковник Советской Армии, участник Великой Отечественной войны, Герой Советского Союза (1945).

## Биография
Николай Мамонтов родился 7 октября 1921 года в селе Куксово (ныне — Тамбовский район Тамбовской области). После окончания семи классов школы работал слесарем на заводе. В 1939 году Мамонтов был призван на службу в Рабоче-крестьянскую Красную Армию. В 1941 году он окончил Могилёвское пехотное училище, в 1942 году — курсы «Выстрел». С 1943 года — на фронтах Великой Отечественной войны.
К апрелю 1945 года майор Николай Мамонтов командовал батальоном 366-го стрелкового полка 126-й стрелковой дивизии 54-го стрелкового корпуса 43-й армии 3-го Белорусского фронта. Отличился во время штурма Кёнигсберга. 8-9 апреля 1945 года батальон Мамонтова штурмом взял ряд строений, превращённых противником в укреплённые узлы обороны, очистив в общей сложности 23 городских квартала и уничтожив либо взяв в плен большое количество солдат и офицеров противника.
Указом Президиума Верховного Совета СССР от 19 апреля 1945 года майор Николай Мамонтов был удостоен высокого звания Героя Советского Союза с вручением ордена Ленина и медали «Золотая Звезда».
После окончания войны Мамонтов продолжил службу в Советской Армии. В 1954 году он окончил Военную академию имени Фрунзе. В 1964 году в звании подполковника Мамонтов был уволен в запас. Проживал в городе Жмеринка Винницкой области Украины.
Был также награждён орденами Красного Знамени и Александра Невского, двумя орденами Отечественной войны 1-й степени, рядом медалей.